# La Fille du sonneur
La Fille du sonneur è un cortometraggio del 1906 diretto da Albert Capellani. Prodotto e distribuito dalla Pathé Frères

## Trama
Un vecchio suonatore di campane di Notre-Dame, mette in guardia sua figlia che sta frequentando un poco di buono. Una volta che l'uomo perde tutto al gioco porta la figlia del vecchio suonatore di campane nella stanza dove vive e gli ruba tutti i suoi averi. Il tempo passa ed l'uomo scaccia di casa la donna con sua figlia, affranta dal dolore arriva alla Senna per suicidarsi ma un marinaio la blocca e la porta via. presa dalla disperazione decide allora di portare la bambina a Notre-Dame dove lavora il padre aspettando che esca e che la prenda con sé. Dieci anni dopo si incontrano per caso mentre lei chiede le elemosina lungo la Senna, ma sia la bambina che il padre non la riconoscono. Li segue fino al parco e mentre la bambina sta giocando la afferra e la abbraccia, ma il vecchio padre arrabbiato la scaccia via e se ne vanno. Decide allora di andare a casa del padre per chiedere perdono, lui non vuole ma la bambina lo prende e gli fa abbracciare la figlia che lui perdonerà.

## Fonti[1]
- Henri Bousquet: Soggetto nel Supplemento del settembre 1906
- Susan Dalton: Film Pathé Brothers - Supplemento. Parigi: Pathé, settembre, 1906., p 023-025
- Catalogo, Pathé Brothers Films, Barcellona, 1907, p 121
- Fratelli Pathé: I film di Pathé produzione (1896-1914), volume 1, p 167
- Film dei fratelli Pathé. Parigi: Pathé, 1907, p 213
- Henri Bousquet, Catalogo Pathé degli anni 1896-1914
- Bures-sur-Yvette, Edizioni Henri Bousquet, 1994-2004

## Proiezioni[1]
1. Universal Cinematograph, Marsiglia, 4.11.1906
2. Vitographe americano, Sala musicale rinascimentale, Parigi, 14.12.1906
3. Cinema Splendido, Teatro del Circo, Le Havre, dall'11 al 17.1.1907
4. Cinematografo Unic, Casinò di musica-sala Lafayette, Tolosa, dal 1º al 7.3.1907